# Сен-Бонне-л’Анфантье
Сен-Бонне́-л’Анфантье́ (фр. Saint-Bonnet-l'Enfantier, окс. Sent Bonet l'Enfantier) — коммуна во Франции, находится в регионе Лимузен. Департамент — Коррез. Входит в состав кантона Вижуа. Округ коммуны — Брив-ла-Гайярд.
Код INSEE коммуны — 19188.
Коммуна расположена приблизительно в 400 км к югу от Парижа, в 65 км южнее Лиможа, в 20 км к западу от Тюля.

## Население
Население коммуны на 2008 год составляло 326 человек.
| 1962 | 1968 | 1975 | 1982 | 1990 | 1999 | 2008 |
| ---- | ---- | ---- | ---- | ---- | ---- | ---- |
| 357  | 369  | 306  | 305  | 270  | 258  | 326  |

## Администрация
| Период | Период | Фамилия           | Партия                   | Примечания |
| ------ | ------ | ----------------- | ------------------------ | ---------- |
| 1983   | 2001   | Жан-Мари Артиньяк | Социалистическая партия  |            |
| 2001   |        | Дидье Марсале     | Демократическое движение |            |

## Экономика

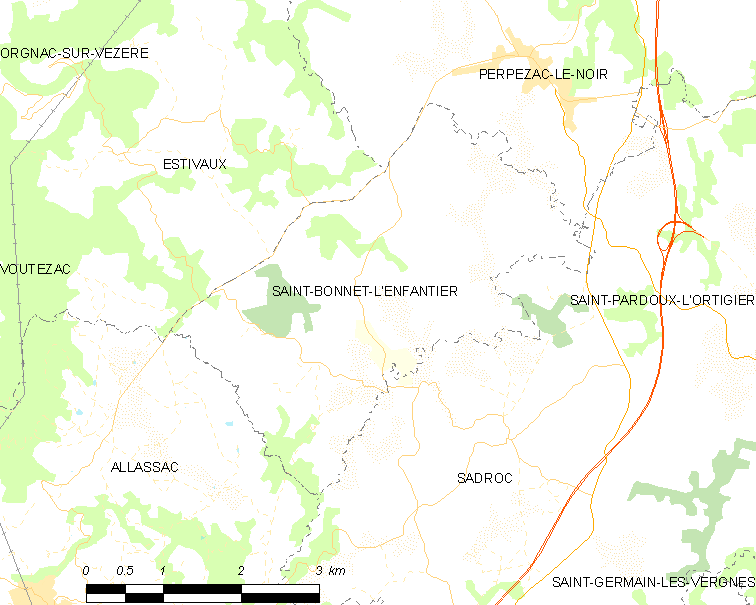
Карта коммуны

В 2007 году среди 194 человек в трудоспособном возрасте (15-64 лет) 157 были экономически активными, 37 — неактивными (показатель активности — 80,9 %, в 1999 году было 72,0 %). Из 157 активных работали 151 человек (75 мужчин и 76 женщин), безработных было 6 (2 мужчин и 4 женщины). Среди 37 неактивных 12 человек были учениками или студентами, 17 — пенсионерами, 8 были неактивными по другим причинам.